# Hippophae tibetana
Hippophae tibetana là một loài thực vật có hoa trong họ Elaeagnaceae. Loài này được Schltdl. mô tả khoa học đầu tiên năm 1863.